# Мужская сборная России по баскетболу 3×3
Мужская сборная России по баскетболу 3×3 представляет Россию на международных соревнованиях по баскетболу 3×3. Управляющим органом является Российская федерация баскетбола.
По состоянию на 16 августа 2024, мужская сборная России по баскетболу 3×3 занимает 67-е место в мировом рейтинге ФИБА мужских сборных по баскетболу 3×3.

## Результаты выступлений
| Турнир                             | Золото | Серебро | Бронза | Всего |
| ---------------------------------- | ------ | ------- | ------ | ----- |
| Олимпийские игры                   | 0      | 1       | 0      | 1     |
| Чемпионат мира по баскетболу 3×3   | 0      | 0       | 1      | 1     |
| Чемпионат Европы по баскетболу 3×3 | —      | —       | —      | —     |
| Европейские игры                   | 2      | 0       | 0      | 2     |
| Итого                              | 2      | 1       | 1      | 4     |

### Летние Олимпийские игры
| Год        | Место          | Игры           | Победы         | Поражения      | Состав команды                                                  |
| ---------- | -------------- | -------------- | -------------- | -------------- | --------------------------------------------------------------- |
| Токио 2020 | 2              | 10             | 5              | 5              | Александр Зуев, Илья Карпенков, Кирилл Писклов, Станислав Шаров |
| 2024       | не участвовали | не участвовали | не участвовали | не участвовали | не участвовали                                                  |

### Чемпионат мира по баскетболу 3×3
| Год            | Место          | Игры           | Победы         | Поражения      | Состав команды                                                                |
| -------------- | -------------- | -------------- | -------------- | -------------- | ----------------------------------------------------------------------------- |
| Афины 2012     | 5              | 7              | 6              | 1              | Илья Сыроватко, Илья Александров, Михаил Гюнтер, Сергей Красавцев             |
| Москва 2014    | 3              | 9              | 6              | 3              | Илья Александров, Михаил Гюнтер, Константин Нестеров, Александр Павлов        |
| Гуанчжоу 2016  | 10             | 4              | 2              | 2              | Илья Александров, Виталий Кузнецов, Лео Лагутин, Александр Павлов             |
| Нант 2017      | 8              | 5              | 3              | 2              | Илья Александров, Василий Федосов, Дмитрий Крюков, Лео Лагутин                |
| Bocaue 2018    | 12             | 4              | 1              | 3              | Илья Александров, Максим Дыбовский, Дмитрий Коршаков, Виктор Павленко         |
| Амстердам 2019 | 16             | 4              | 1              | 3              | Даниил Абрамовский, Александр Антониковский, Дмитрий Чебуркин, Александр Зуев |
| 2022—н. в.     | не участвовали | не участвовали | не участвовали | не участвовали | не участвовали                                                                |

### Чемпионат Европы по баскетболу 3×3
| Год            | Место          | Игры           | Победы         | Поражения      | Состав команды                                                            |
| -------------- | -------------- | -------------- | -------------- | -------------- | ------------------------------------------------------------------------- |
| Бухарест 2014  | 10             | 3              | 1              | 2              | Илья Александров, Михаил Гюнтер, Константин Нестеров, Александр Павлов    |
| Бухарест 2016  | 4              | 5              | 3              | 2              | Илья Александров, Виталий Кузнецов, Александр Лисичкин, Александр Захаров |
| Амстердам 2017 | 6              | 3              | 1              | 2              | Илья Александров, Антон Индриков, Лео Лагутин, Александр Захаров          |
| Бухарест 2018  | 4              | 5              | 2              | 3              | Владимир Агабабьян, Дмитрий Коршаков, Шалва Шаташвили, Александр Зуев     |
| Дебрецен 2019  | 9              | 2              | 1              | 1              | Илья Карпенков, Андрей Киселев, Кирилл Писклов, Алексей Жердев            |
| Париж 2021     | 4              | 5              | 3              | 2              | Даниил Абрамовский, Борис Логачёв, Станислав Шаров, Александр Зуев        |
| 2022—н. в.     | не участвовали | не участвовали | не участвовали | не участвовали | не участвовали                                                            |

### Европейские игры
| Год        | Место          | Игры           | Победы         | Поражения      | Состав команды                                                  |
| ---------- | -------------- | -------------- | -------------- | -------------- | --------------------------------------------------------------- |
| Баку 2015  | 1              | 7              | 6              | 1              | Илья Александров, Андрей Каныгин, Лео Лагутин, Александр Павлов |
| Минск 2019 | 1              | 6              | 5              | 1              | Илья Карпенков, Кирилл Писклов, Станислав Шаров, Алексей Жердев |
| 2023—н. в. | не участвовали | не участвовали | не участвовали | не участвовали | не участвовали                                                  |